# Begraafplaats Beeresteijn
Begraafplaats Beeresteijn is een rooms-katholieke begraafplaats uit 1828 aan de Straatweg 27 in Maarssen. Beeresteijn ligt naast de Algemene Begraafplaats Maarssen.

## Geschiedenis
De begraafplaats is vernoemd naar het voormalige huis Beresteyn dat ter hoogte van de begraafplaats lag. Het huis werd in 1713 aangekocht door een pastoor om er een pastorie in te vestigen. Rond 1751 is er een kerk bijgebouwd. Dit kerkgebouw heeft dienstgedaan tot 1885, het jaar waarin de Heilig Hartkerk in het centrum van Maarssen werd ingewijd. 
In 1828 is, buiten de bebouwde kom, het kerkhof bij Beresteyn aangelegd om rooms-katholieken uit Maarssen en omgeving te begraven. Tot die tijd werden ze begraven met andersgelovigen. De begraafplaats Beeresteijn is in 1879 uitgebreid en voorzien van een kapelletje waarin en waaromheen priesters werden begraven. In 1930 volgde een tweede uitbreiding van de begraafplaats. Ook is rond die tijd aangrenzend de algemene begraafplaats aangelegd. De priesterkapel is in 1969 afgebroken.

## Alfons Ariëns
Op de begraafplaats bevindt zich het graf met een gedenkmuur van monseigneur Alfons Ariëns, hier herbegraven na de afbraak van de priesterkapel. De gedenkmuur werd in 1969 ingewijd door kardinaal Alfrink. Lange tijd werd het graf dagelijks bezocht door bedevaartgangers. Tegenwoordig vindt er jaarlijks nog een plechtigheid plaats op 7 augustus, de sterfdag van Ariëns.

## Antonius Egbertus Rientjes
Het priestergraf van monseigneur Rientjes ligt vlak naast de gedenkmuur van Ariëns.

## Afbeeldingen

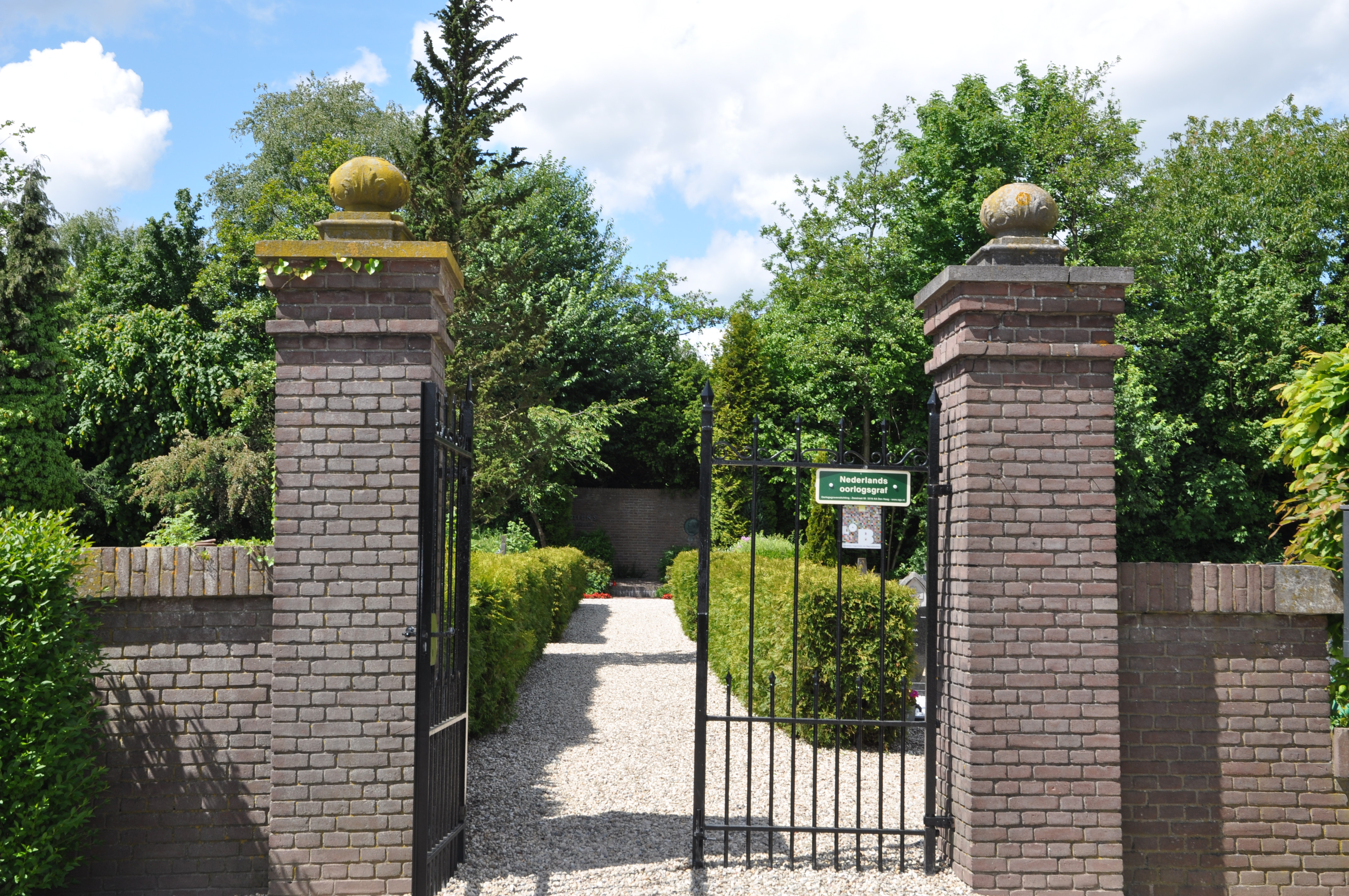
Toegangspoort
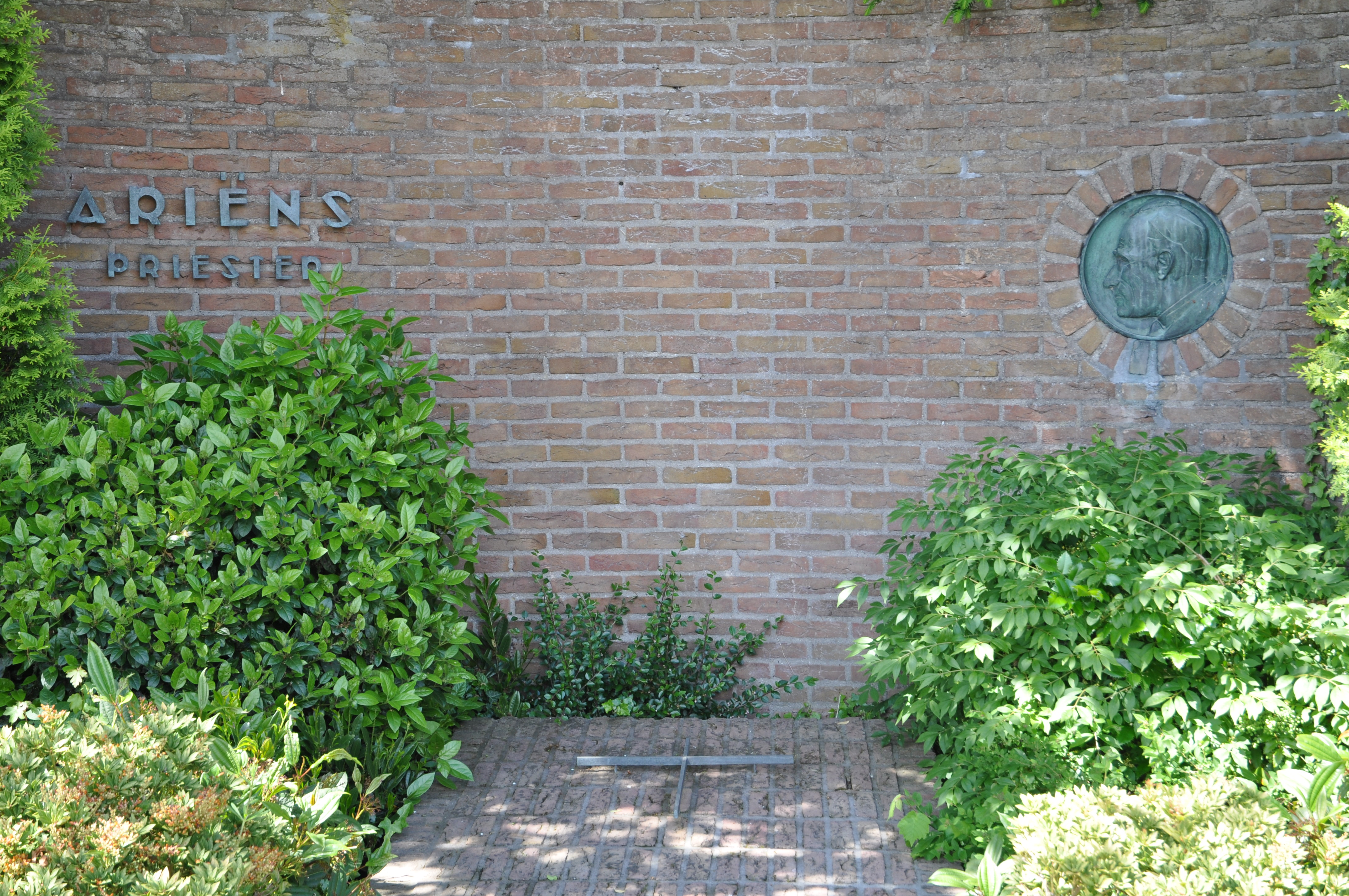
Gedenkmuur van Ariëns
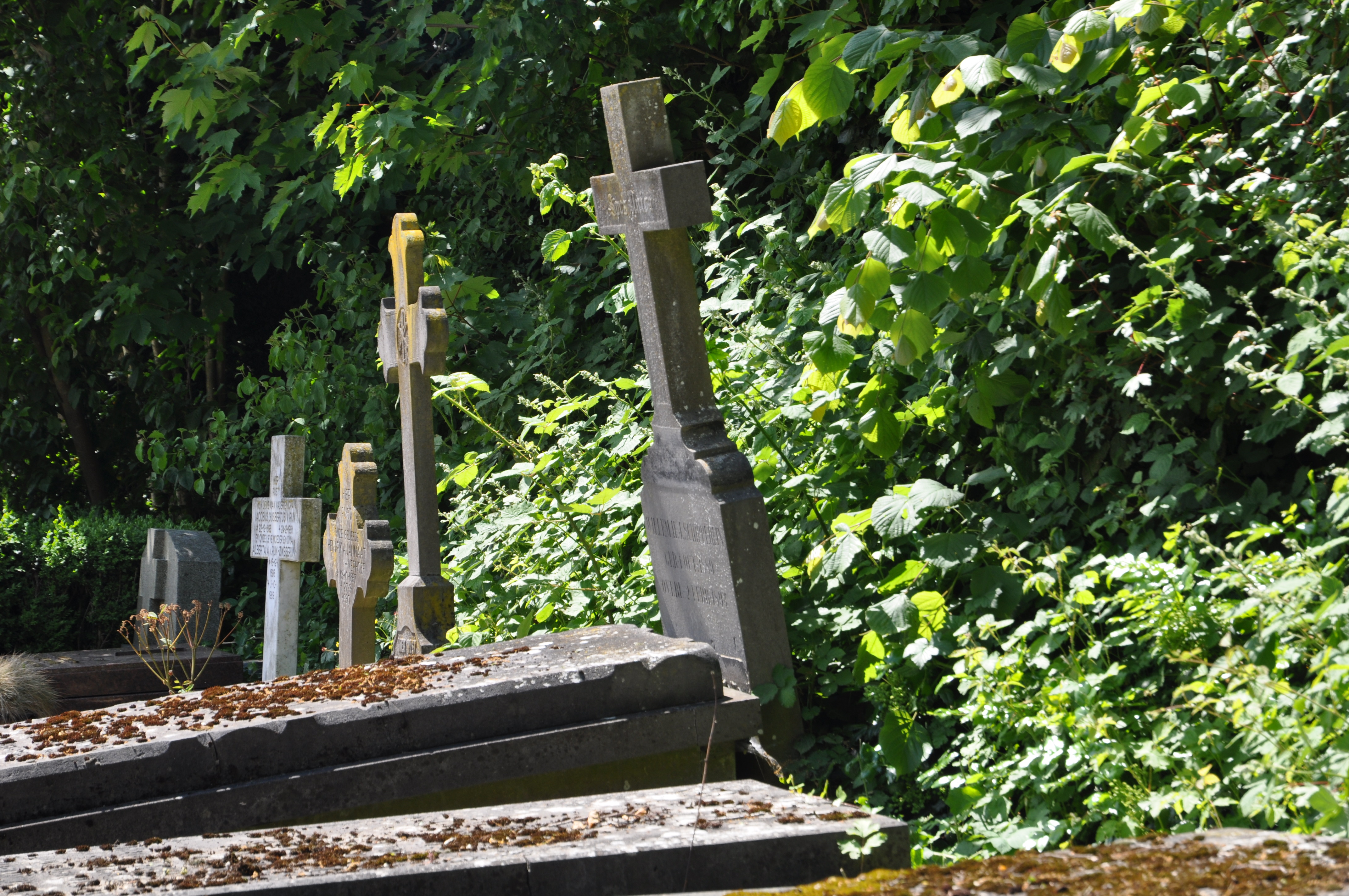
Oude graven
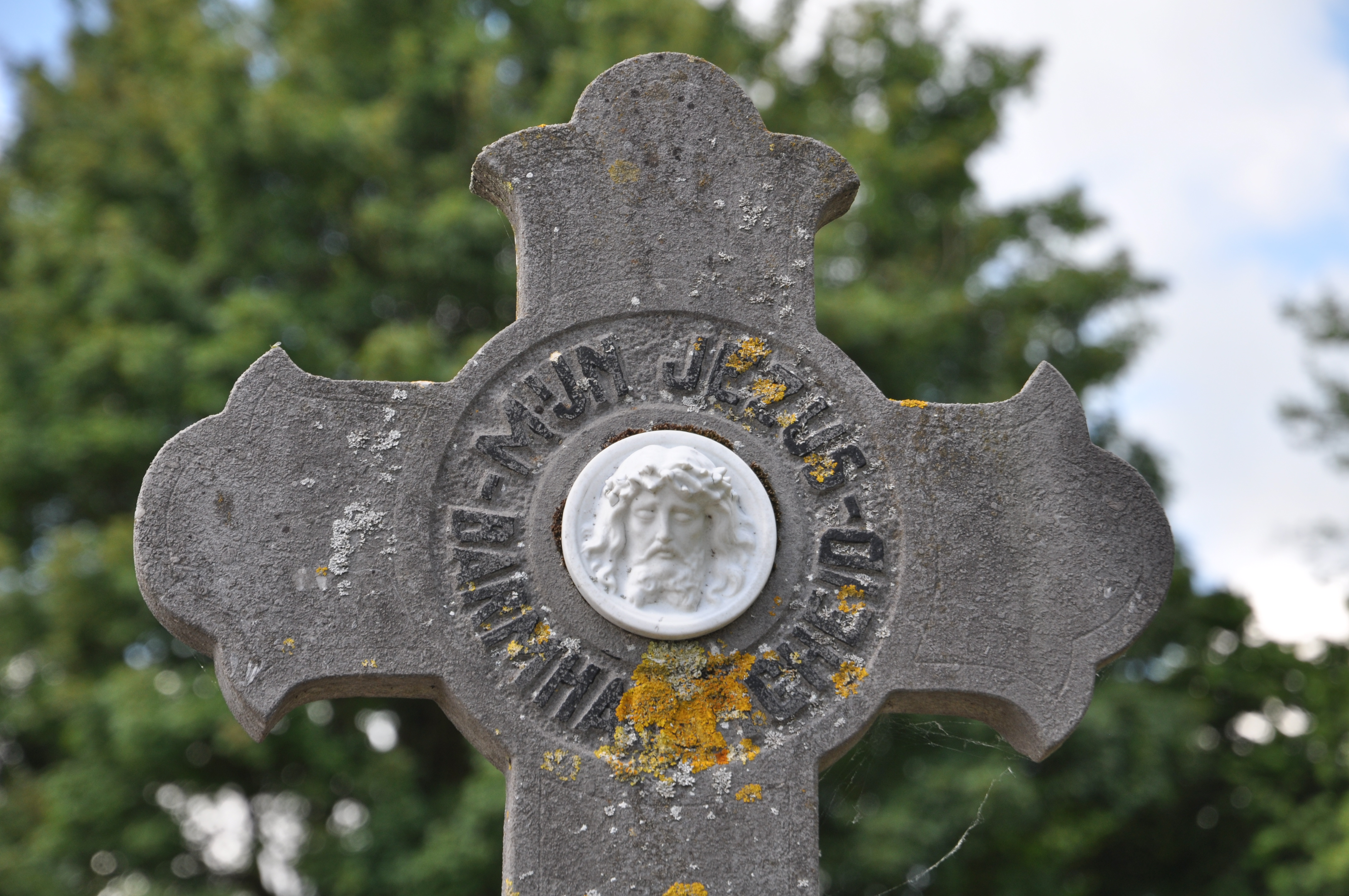
Detail van een graf